# Mohamed Bakar
Mohamed Ridjali Bakar (arab. ‏محمد رجالي بكر‎; ur. 1 stycznia 1973) – komoryjski lekkoatleta, olimpijczyk.
Wystąpił na Letnich Igrzyskach Olimpijskich 1996 w eliminacjach biegu na 100 m. Z wynikiem 11,02 zajął ostatnią 9. pozycję w swoim biegu eliminacyjnym, osiągając 95. wynik wśród 106 sklasyfikowanych sprinterów.
Rekord życiowy w biegu na 100 m – 11,02 (1996).